# C'est dur d'être un homme : La Chanteuse
Série C'est dur d'être un homme
C'est dur d'être un homme : Le Conseiller
(1982) C'est dur d'être un homme : Priez pour nous Tora-san
(1983)
Pour plus de détails, voir Fiche technique et Distribution.
C'est dur d'être un homme : La Chanteuse (男はつらいよ 旅と女と寅次郎, Otoko wa tsurai yo: Tabi to onna to Torajirō) est un film japonais réalisé par Yōji Yamada et sorti en 1983. C'est le 31e film de la série C'est dur d'être un homme.
Le rôle féminin principal, celui d'une vedette de la chanson, est interprété par Harumi Miyako, l'une des chanteuses les plus populaires de l'époque dans le genre enka.

## Synopsis
Au XVIIIe siècle, Torakichi est le chef d'un groupe de mineurs en révolte sur l'île de Sado. Retrouvant un soir sa famille, il accepte d'être arrêté par son beau-frère, qui fait partie de la police. 
À l'époque contemporaine, car ce qui précède n'était qu'un rêve, Tora-san se réveille au bord d'un chemin. Retrouvant ses proches à la pâtisserie Kuruma-ya, il veut accompagner son neveu à la fête de l'école, mais personne n'est enchanté par cette idée. Il finit par se disputer avec le « Président », le patron de son beau-frère, et repart en vagabondage. 
Arrivé à Niigata, il demande à un pêcheur de l'emmener sur son bateau à Sado. Une femme qui semble avoir des problèmes se joint à eux. Tora-san et elle prennent des chambres dans une auberge et c'est seulement après son coucher que Tora-san apprend, de la tenancière de l'auberge, que cette femme est Harumi Kyo, une chanteuse très populaire dans le genre enka, qui fait manifestement une fugue.
Sans lui faire voir qu'il la connaît, il se promène avec elle le lendemain, l'aidant à sortir de sa déprime. Finalement les producteurs du spectacle de Harumi la retrouvent et elle accepte de repartir avec eux, réconfortée par les moments qu'elle a passés avec Tora-san.
Celui-ci, amoureux et très distrait, revient à Toraya où tous remarquent son comportement étrange. Survient un jour Harumi elle-même, venue rendre visite à Tora-san. Elle lui annonce qu'elle a renoué avec un ancien amoureux, ce qui ne le réconforte guère mais lui ôte ses illusions. Harumi accepte de chanter dans la cour de la pâtisserie pour tous les gens du quartier.
Plus tard, Harumi donne un récital pour lequel elle a donné trois billets à Tora-san. Mais seuls la sœur et le beau-frère de celui-ci s'y rendent : Tora-san est reparti, il est quelque part à Hokkaïdo, où à peine arrivé il déclenche une bagarre avec une vieille connaissance...

## Fiche technique
- Titre : C'est dur d'être un homme : La Chanteuse[1]
- Titre original : 男はつらいよ 旅と女と寅次郎 (Otoko wa tsurai yo: Tabi to onna to Torajirō?)
- Réalisation : Yōji Yamada
- Scénario : Yōji Yamada et Yoshitaka Asama
- Photographie : Tetsuo Takaha (ja)
- Montage : Iwao Ishii (ja)
- Musique : Naozumi Yamamoto
- Décors : Mitsuo Degawa
- Producteur : Kiyoshi Shimazu et Tetsuo Sao
- Société de production : Shōchiku
- Pays de production :  Japon
- Langue originale : japonais
- Format : couleur — 2,35:1 — 35 mm — son mono
- Genres : comédie dramatique ; romance
- Durée : 101 minutes[2] (métrage : sept bobines - 2 755 m[2])
- Dates de sortie :
  - Japon : 6 août 1983[2]

## Distribution
- Kiyoshi Atsumi : Torajirō Kuruma / Tora-san / Torakichi (rêve de Tora-san)
- Chieko Baishō : Sakura Suwa, sa demi-sœur / Osaku (rêve de Tora-san)
- Masami Shimojō (ja) : Ryūzō Kuruma, son oncle
- Chieko Misaki (ja) : Tsune Kuruma, sa tante
- Gin Maeda (en) : Hiroshi Suwa, le mari de Sakura / Hirokichi (rêve de Tora-san)
- Hidetaka Yoshioka : Mitsuo Suwa, le fils de Sakura et de Hiroshi / Sadakichi (rêve de Tora-san)
- Harumi Miyako : Harumi Kyo
- Keiroku Seki (ja) : musicien de chindon'ya
- Tomiko Ishii (ja) : musicienne de chindon'ya
- Chieko Nakakita : Hisako, l'agent d'assurance
- Takuya Fujioka (ja) : Kitamura, employeur de Harumi
- Senri Sakurai (ja) : Mita, son assistant
- Bengal (ja) : Yoshioka, le manager de Harumi
- Noko Konoha (ja) : Tomiko, son assistante
- Hatsuo Yamaya (ja) : le propriétaire du bateau de pêche
- Tanie Kitabayashi : la vieille femme de l'auberge à Sado
- Shunji Sayama (ja) : le colporteur à l'épi de maïs
- Takashi Hosokawa : l'homme au bateau du générique (caméo)
- Hisao Dazai (ja) : Umetarō Katsura, le voisin imprimeur
- Sayoko Makino (ja) : Yukari, la secrétaire du « président » Umetarō Katsura
- Gajirō Satō (ja) : Genko
- Chishū Ryū : Gozen-sama, le grand prêtre

## Autour du film
C'est sur une initiative de Kiyoshi Atsumi, fan inconditionnel de Harumi Miyako, que cette dernière se voit offrir le rôle de la « madone ». La scène où elle chante dans la boutique Toraya rappelle la splendeur des films musicaux japonais.